# 6 Pomorska Dywizja Piechoty
6 Pomorska Dywizja Piechoty (6 DP) – związek taktyczny piechoty ludowego Wojska Polskiego.
Formowanie jednostki dywizji rozpoczęto 5 lipca 1944 w rejonie Żytomierza na Ukrainie. Krótko po utworzeniu podporządkowano ją nowo tworzonej 3 Armii WP. Latem 1944 przeniesiono ją w okolice Przemyśla. Ostatecznie weszła w skład 1 Armii Wojska Polskiego.
17 stycznia 1945 sforsowała Wisłę i zdobyła Warszawy. W lutym walczyła o przełamanie Wału Pomorskiego, a następnie o Kołobrzeg. W czasie walk na Wale Pomorskim wchodzący w skład dywizji 18 Pułk Piechoty  wyzwolił obóz jeniecki w Gross-Born w którym Niemcy więzili około 1200 oficerów. Wśród nich byli: Stefan Mossor, Leon Kruczkowski i Stanisław Ryszard Dobrowolski. 16 kwietnia sforsowała Odrę w rejonie Siekierek i toczyła walki o wał Starej Odry. Jako pierwsza wielka jednostka Wojska Polskiego dotarła 3 maja do Łaby, a jej żołnierze spotkali się z oddziałami 9 Armii USA.
Po zakończeniu działań wojennych w składzie wojsk okupacyjnych. Od 19 czerwca 1945 do 3 listopada pełniła służbę graniczną. Rozkazem Naczelnego Dowódcy WP Nr 0305/Org. z 10 listopada 1945 dywizja przeszła na etat czasu pokoju. Jej sztab stacjonował od stycznia 1946 w Krakowie. Rozkazem Ministra ON Nr 0048/Org. z 15 czerwca 1957 przeformowano dywizję i zmieniono jej nazwę na 6 Pomorską Dywizję Powietrznodesantową.

## Formowanie i szkolenie
Dowódca 1 Armii Polskiej w ZSRR gen. dyw. Zygmunt Berling wydał 5 lipca 1944 rozkaz o formowaniu dalszych jednostek Wojska Polskiego. 6 DP formowano według etatu nr 04/500 dla gwardyjskich dywizji strzeleckich. Główną siłę dywizji miały stanowić pułki piechoty o numerach 16, 17 i 18 (Ostatecznie na mocy rozkazu nr 19 ND WP z 71X 1944 pułki 6 DP otrzymały numery 14, 16 i 18).
Formowanie 6 Dywizji Piechoty pod dowództwem pełniącego obowiązki dowódcy 6 DP płk. Iwana Kostiachina rozpoczęło się faktycznie 15 lipca 1944 w rejonie Żytomierza na Ukrainie. Trzon dywizji stanowili miejscowi Polacy, którzy poprzez wstąpienie do służby, pragnęli wydostać się z „nieludzkiej ziemi” i powrócić do ojczyzny. Przyszła kadra oficerska składała się głównie z oficerów Armii Czerwonej (w tym też i polskiego pochodzenia). Etat dywizji przewidywał 11 402 ludzi (w tym 1245 oficerów, 3241 podoficerów i 6916 szeregowców). W skład podstawowego uzbrojenia dywizji wchodziło: 6087 kbk, 3207 pm 500 rkm, 166 ckm, 243 rusznice ppanc., 58 moździerzy 82 mm, 24 moździerze 120 mm, 36 armat 45 mm, 12 armat 76 mm (artylerii pułkowej), 24 armaty 76 mm (artylerii dywizyjnej), 12 haubic 122 mm. Środki transportowe przewidziane etatem dywizji to: 12 samochodów osobowych, 147 samochodów ciężarowych 1,5 t, 89 samochodów ciężarowych 3 t, 24 samochody specjalne, 22 motocykle, 26 ciągników, 1 traktor i 1241 koni. W początkowym okresie formowania odczuwany był brak kadry. Osiągnięto jedynie 15% etatu podoficerów, 34% kadry oficerskiej i 78% szeregowców. Środki transportowe to początkowo 15 samochodów ciężarowych i całkowity brak koni oraz wozów taborowych). Żołnierze byli słabo umundurowani.
12 sierpnia, w związku z trudnościami w uzupełnianiu stanów osobowych zadecydowano o przeniesieniu dywizji do Przemyśla. Rozkazem Naczelnego Dowódcy WP nr 8 z 20 sierpnia wcielono 6 DP do 2 Armii WP.
22 sierpnia gen. dyw. Karol Świerczewski rozkazem nr 2 polecił przegrupować dywizję do Przemyśla i osiągnąć nowe rejony koncentracji do 5 września. Przegrupowanie planowano rozpocząć 19 sierpnia. Pierwszy transport ruszył jednak dopiero w nocy 23 sierpnia. Całość dywizji przegrupowano w czterech transportach kolejowych: podróż trwała od 6 do 9 dni. Transporty w drodze często ostrzeliwane były przez ukraińskich nacjonalistów.
W Przemyślu i okolicach kontynuowano szkolenie. Prowadzono również działania przeciw oddziałom UPA. 24 października przeprowadzono działania w rejonie Leszczawy Dolnej, gdzie 16 pułk piechoty współdziałał z sowieckim oddziałem NKWD. Żołnierze 6 DP zabezpieczali też przeprowadzania reformy rolnej i pobór do wojska. W dniach 18 i 19 października 1944 żołnierze złożyli przysięgę wojskową w Przemyślu.
W dniach 7-13 grudnia Sztab Główny WP przeprowadził szczegółową inspekcję w oddziałach dywizji. Uznano, że dywizja jest wyszkolona i zdolna do wykonywania zadań bojowych. Pełny stan uzbrojenia dywizja osiągnęła już we wrześniu. Do 20 grudnia osiągnięto stan 63% kadry oficerskiej, 69% podoficerskiej i 120% szeregowych. Oficerowie młodsi to głównie absolwenci szkół oficerskich z wyzwolonych terenów Polski. Przybywali oni do dywizji od połowy września. Oficerowie starsi to w dużej części oficerowie sowieccy (w części z pochodzenia Polacy). Pełnili oni w dywizji kierownicze stanowiska dowódcze, sztabowe, techniczne i specjalistyczne.
W grudniu 1944 dywizja wyruszyła na front. Stan osobowy dywizji na 5 stycznia 1945 wynosił: 833 oficerów, 2351 podoficerów, 7786 szeregowców (razem 10970 ludzi).
Do pełnego stanu etatowego dywizji brakowało 13 dział samobieżnych SU 76 i 320 samochodów.
Ordre de Bataille w 1944 przedstawiał się następująco:
- 14 Kołobrzeski pułk piechoty[f]
- 16 Kołobrzeski pułk piechoty[f].
- 18 Kołobrzeski pułk piechoty[f].
- 23 pułk artylerii lekkiej
- samodzielny szkolny batalion piechoty
- 5 samodzielny dywizjon artylerii samochodowej
- 6 samodzielna kompania zwiadowcza
- 13 samodzielny batalion saperów
- 15 samodzielna kompania łączności
- 6 samodzielna kompania obrony
- 8 samodzielna kompania transportu samochodowego
- 7 piekarnia polowa
- 6 samodzielny batalion sanitarny
- 6 ambulans (szpital)
- pluton dowództwa artylerii
- polowe warsztaty
- 3045 stacja poczty
- 1867 kasa banku polowego
- oddział informacji dywizji

## Działania zbrojne
Kierunek Warszawa
W ramach przygotowania do przegrupowania w rejon działań bojowych sztab dywizji opracowanie planu przegrupowania i rozkaz bojowy nr 1 dowódcy dywizji. Rejon wyjściowy do działań wyznaczono ok. 6-12 km na zachód od Mińska Mazowieckiego. Przegrupowanie trwało 25 dni i zakończyło się 13 stycznia 1945. Zachowywano wszystkie zasady maskowania, nie używano łączności radiowej, nie wydawano rozkazów pisemnych, załadunki i rozładunki przeprowadzano w nocy. Po rozładunku oddziały przemieszczano na pozycje wyjściowe do przeprawy przez Wisłę. 6 DP miała wiązać siły niemieckie w 35-kilometrowym pasie obrony od Żerania do Kuligów. Dywizję wspierać miał 59 samodzielny dywizjon pociągów pancernych z odwodu 1 Frontu Białoruskiego. Do pierwszych walk doszło już 11 stycznia. Wtedy to podjęto próby rozpoznania walką pozycji niemieckich. Żołnierze nacierający po lodzie stanowili jednak łatwy cel dla niemieckich snajperów i celowniczych broni maszynowej. W nocy z 16 na 17 stycznia dywizja rozpoczęła forsowanie Wisły w rejonie Śródmieścia, a około południa spotkała się z 2 Dywizją Piechoty w rejonie Ogrodu Saskiego. 19 stycznia na ul. Marszałkowskiej część jej jednostek wzięła udział w defiladzie. Maszerujących piechurów osłaniał z powietrza 1 Pułk Lotnictwa Myśliwskiego „Warszawa”.
Marsz – manewr
Po zakończeniu walk o Warszawę dywizja miała przejść do pościgu za wycofującym się nieprzyjacielem. Kolejne zadanie brzmiało: „w ramach zgrupowania zabezpieczającego przejąć obronę od 47 Armii nad Wisłą w rejonie Kazuń – Stare Grochale – Kazuń Niemiecki”. 20 stycznia dywizja zajęła obronę. Kolejny rozkaz dowódcy 1 A WP nakazywał dywizji wykonać marsz w drugim rzucie armii w kierunku zachodnim do rejonu: Brochów, Konary, Sienno. Nowe rozkazy wydłużały trasę marszu i nakazywały do 28 stycznia osiągnąć rejon Bydgoszczy. 260 kilometrowy marsz, w trudnych warunkach terenowych i atmosferycznych, dywizja zrealizowała w ciągu 6 dni. Dotkliwe dla oddziałów były permanentne braki zaopatrzenia materiałowego. Nieregularne były dostawy żywności i paliwa. Pod koniec stycznia 1945 dywizja miała 70% kadry oficerskiej, prawie 70% kadry podoficerskiej i ponad 101% szeregowych, uzbrojenie strzeleckie i artyleryjskie było kompletne.
Przełamanie wału pomorskiego
30 stycznia główne siły dywizji przekroczyły granicę polsko-niemiecką w rejonie Więcborka.
2 lutego o 19.30 16 pp wspierany przez 23 pal, we współdziałaniu z 10 pp uderzył na Jastrowie. O 23:30 zdobyto miejscowość. Była to wstępna faza walk o Wał Pomorski. Działająca w pierwszym rzucie dywizja, wzmocniona 1 Brygadą Artylerii Ciężkiej, miała przełamać główną pozycję Wału od Nadarzyc do jeziora Dobre. 4 lutego 18 pp uderzył na Sypniewo i zdobył je. Następnie atakował Kłomino. Wieczorem doszło też do pierwszych walk o silnie ufortyfikowaną i bronioną wieś Nadarzyce. 
Zgodnie z zamiarem dowódcy dywizji 18 i 14 pp atakowały miejscowość od czoła, zaś 16 pp wykonywał obejście od zachodu i południowego zachodu. Nadarzyce zostały zdobyte po bardzo krwawych walkach dopiero nad ranem 7 lutego. 18 pułk piechoty stracił 513 żołnierzy, poległo 15 oficerów, a 29 zostało rannych, w tym jeden dowódca batalionu i pięciu dowódców kompanii. W następnych dniach lutego dywizja walczyła o poszerzenie wyłomu. W wyniku silnego niemieckiego oporu 19 lutego jej oddziały przeszły do obrony. 22 lutego otrzymała uzupełnienie w ludziach. Stan osobowy dywizji wynosił wtedy 6489 ludzi (663 oficerów, 1509 podoficerów i 4314 szeregowych). Szef sztabu swoim zarządzeniem rozformował też nieetatowe plutony karne i skierowania do pododdziałów piechoty ponadetatowych oficerów oraz szeregowych z oddziałów sztabowych i tyłowych.
Bitwa o Kołobrzeg
8 marca oddziały 6 DP rozpoczęły luzowanie sowieckiej 45 Brygady Pancernej w rejonie Kołobrzegu. Dywizja miała nacierać w kierunku na port i uniemożliwić nieprzyjacielowi ewakuację. Współdziałająca z nią 3 DP uderzeniem z południa miała rozciąć Kołobrzeg na dwie części, a następnie obie dywizje miały zniszczyć nieprzyjaciela w poszczególnych sektorach.
Pierwsze uderzenie 6 DP skierowała na południowe przedmieścia miasta. 8 marca 3 DP zamknęła pierścień okrążenia od wschodu. Do 12 marca dywizje przełamały zewnętrzny pierścień obrony.
Wobec silnego oporu sił Wehrmachtu dowódca 1 Armii zdecydował wprowadzić do walki dodatkowe dywizje. Od 12 do 17 marca walczono o przerwanie drugiego pierścienia obrony. 6 DP zdobyła tzw. białe koszary, opanowała Wyspę Solną i sforsowała Parsętę. Jej 18 pp wraz z 3 DP walczył na starym mieście o kompleks zabudowań gazowni, kościół św. Jerzego oraz stację kolejową.
W nocy z 17 na 18 marca rozpoczęto szturm trzeciego pierścienia obrony. 18 marca ok. godz. 8.30 ostateczny opór nieprzyjaciela w mieście został złamany.
W walkach o Kołobrzeg żołnierze 6 DP zdobyli m.in.: 5 czołgów, 1057 samochodów i 64 działa różnych kalibrów. Według stanu z 20 marca dywizja liczyła 633 oficerów, 1335 podoficerów, 3386 szeregowców w sumie 5384 ludzi, czyli 58% stanu etatowego.
Po zakończeniu walk o Kołobrzeg, 6 DP zorganizowała obronę przeciwdesantową od Łukęcina do Mrzeżyna. Pozostała w niej do 7 kwietnia, czas ten wykorzystano na rozbudowę umocnień, szkolenie, wypoczynek i uzupełnienie stanów osobowych. 8 kwietnia 6 DP rozpoczęła marsz nad Odrę na podstawy wyjściowe do operacji berlińskiej.
Walki w Brandenburgii
14 kwietnia 1945 DP przeszła do obrony w rejonie Cedynia – Stara Rudnica – Siekierki. Rankiem 17 kwietnia, będąca w drugim rzucie 1 Armii WP dywizja rozpoczęła przeprawę przez Odrę na odcinku od Starej Rudnicy do mostu kolejowego. Jako pierwszy przeprawił się 1/18 pp. W ciągu dnia weszły na przyczółek pierwszorzutowe pułki dywizji (18 i 14 pp). 16 pp przeprawił się rankiem 18 kwietnia.
17 kwietnia pierwszy rzut dywizji odparł dwa kontrataki, a do wieczora dywizja osiągnęła rejon Paulshof. 19 kwietnia przez cały dzień toczyła walkę o wał Starej Odry. Jej 14 pp i 18 pp wyszedł na zachodni brzeg rzeki. Wieczorem dywizja otrzymała rozkaz przejścia do drugiego rzutu armii. Od 20 do 23 kwietnia pozostawała w odwodzie. 24 kwietnia sforsowała Kanał Hohenzollernów i nacierała w kierunku zachodnim. 1 maja 6 DP zdobyła Friesack, a 3 maja 14 pp jako pierwszy oddział WP wyszedł nad Łabę w rejonie Sandau – Wulkau. Tu żołnierze 6 DP spotkali się z oddziałami 9 Armii USA. Działania bojowe dywizja zakończyła 4 maja.
6 Dywizja Piechoty w walkach straciła bezpowrotnie 2351 ludzi, 3451 rannych, a 627 żołnierzy ewakuowano do szpitali. Razem ubyło 6429 ludzi. Stanowiło to ok. 60% stanu wyjściowego. Do niewoli oddziały dywizji wzięły jako jeńców 25 oficerów, 3128 podoficerów i szeregowych; zabito 99 oficerów i 4367 podoficerów i szeregowych nieprzyjaciela. Zdobyto 8393 kbk, 629 pm, 139 rkm, 252 ckm, 31 moździerzy, 70 różnych dział, 7 czołgów, 376 samochodów osobowych, 824 samochody ciężarowe i wiele różnej amunicji. Zniszczono m.in. 8 czołgów, 16 dział, 47 moździerzy i 148 samochodów ciężarowych.

## Dywizja w okresie pokoju
Po kapitulacji Niemiec 8 maja 1945 6 DP została przebazowana na ziemie polskie, gdzie powierzono jej zadanie ochrony granic na zachodzie i południu. 30 września 1945 6 DP otrzymała sztandar ufundowany przez społeczeństwo Andrychowa, w którym stacjonowało wówczas jej dowództwo (przeniesione z Chrzanowa). Zgodnie z rozkazem organizacyjnym Naczelnego Dowództwa Wojska Polskiego nr 0305/Org. z 10 listopada 1945 dywizja przeszła na etaty pokojowe. W styczniu 1946 dowództwo i sztab dywizji oraz 16 Kołobrzeski pułk piechoty i niektóre inne jednostki zostały przeniesione do Krakowa. Pozostałe rozlokowano w Wadowicach i Tarnowie. Za męstwo wykazane w walkach toczonych z Niemcami na Pomorzu Zachodnim 6 DP rozkazem nr 130 z 21 czerwca 1945 została odznaczona Orderem Krzyża Grunwaldu II klasy oraz Krzyżem Srebrnym Orderu Wojennego Virtuti Militari i otrzymała wyróżniające miano „Pomorskiej”, zaś jej pułki miana „Kołobrzeskich”.

### W ochronie granicy
Po zakończeniu działań wojennych 6 DP weszła w skład wojsk okupacyjnych i została przegrupowana do rejonu Belendorf, gdzie stacjonowała do dnia 15 czerwca 1945.
Dowódca 1 Armii WP gen. broni Stanisław Popławski rozkazem nr 00151 z 14 czerwca 1945 nakazał 6 DP zamknąć zachodnią granicę Polski na lewym brzegu Nysy Łużyckiej, na odcinku od jej ujścia do Odry po granicę z Czechosłowacją. Do 19 czerwca 1945 dywizja obsadziła odcinek: Priebus – Zittau.
W okresie służby granicznej po zachodniej stronie Nysy dyslokacja 6 Dywizji Piechoty przedstawiała się następująco:
- Dowództwo 6 Dywizji Piechoty i pododdziały dywizyjne – Lobau
- 14 pułk piechoty – Niska
- 16 pułk piechoty – Bernstadt auf dem Eigen
- 18 pułk piechoty – Lobau
- 23 pułk artylerii lekkiej – Lobau

W lipcu 1945, po zluzowaniu przez związki taktyczne 2 Armii WP, dywizja rozpoczęła ochronę południowej granicy. Przegrupowała się w rejon: Cieszyn – Piwniczna. Sztab rozlokował się w Wadowicach.
Od 20 lipca 1945 jej oddziały rozpoczęły służbę graniczną:
- 14 pułk piechoty – na odcinku Cieszyn – Złatna (m.p. dowództwa – Żywiec)
- 16 pułk piechoty – na odcinku Złatna – Chochołów (m.p. dowództwa – Nowy Targ)
- 18 pułk piechoty – na odcinku Chochołów – Piwniczna (m.p. dowództwa – Maków Podhalański)

Służbę graniczną 6 Dywizja Piechoty pełniła do 3 listopada 1945. Po tej dacie jednostki dywizji przekazały ochraniane odcinki granicy państwowej oddziałom WOP i przegrupowały się do miejsc stałej dyslokacji. Odcinek granicy ochraniany przez 6 DP obejmował 9 Oddział OP. Sformowano cztery komendy odcinków WOP: Komenda Nr 1 w Rajczy na bazie 3/14 pp, Komenda nr 2 w Jabłonce na bazie 3/18 pp, Komenda nr 3 w Nowym Targu na bazie l/16pp i Komenda nr 4 w Nowym Sączu na bazie 3/16 pp.

### Działania polityczno-militarne dywizji
Walki ze zbrojnym podziemiem
W nocy z 18 na 19 lipca 1945 oddział partyzancki ostrzelał i obrzucił granatami posterunki MO w Buczkowicach i Osieku. Bez powodzenia interweniował pododdział dywizji. Jednostki bojowe nie były jednak przygotowane do wykonywania zadań przeciwpartyzanckich. Do walki z „reakcyjnym podziemiem” utworzono stałe pododdziały alarmowe w sile od plutonu do kompanii wyposażone w samochody. Nawiązano też stałą współpracę z Urzędem Bezpieczeństwa Publicznego i Milicją Obywatelską. Zimą 1946 dowódca 6 DP otrzymał zadanie zorganizowania na bazie 14 i 18 pp dwóch oddziałów wydzielonych. Oddział wydzielony 18 pp liczył 450 ludzi. 18 lutego oddział odjechał do stacji kolejowej Lubkowo i został podporządkowany 8 DP. Podobny OW z 14 pp w składzie dwóch batalionów piechoty, kompanii moździerzy, dwóch plutonów ckm i plutonu dział 76 mm został on podporządkowany dowódcy 9 DP. Wiosną, na bazie 23 pal, zorganizowano grupę operacyjną do zadań specjalnych, a dowódcy 14 i 16 pp zorganizowali po jednym wzmocnionym plutonie piechoty do działań przeciwpartyzanckich. Nasilenie działań nastąpiło po referendum i w końcu 1946 przed wyborami do sejmu.
Mimo stałej współpracy z UBP, MO i KBW żołnierze 6 DP nie osiągnęli „znaczących sukcesów” w walce z podziemiem niepodległościowym. Dywizja była osłabiona oddelegowywaniem znacznych sił do zwalczania oddziałów ukraińskich.
Przeciw UPA
W latach 1946–1947 część pododdziałów dywizji (2 i 6 kombinowany pułk piechoty – ok. 1900 żołnierzy) pod dowództwem płk. Wiktora Sienickiego uczestniczyła w składzie Grupy Operacyjnej „Wisła” w akcji wysiedlania ludności ukraińskiej, tocząc także walki z oddziałami UPA (akcja „Wisła”). 6 DP w składzie dwóch kombinowanych pułków piechoty działała na obszarze „S(anok)” Od 20 kwietnia do 21 maja w rejonie Komańczy, potem do 4 czerwca w rejonie Jasła i Krosna. Działania polegały na przesiedlaniu ludności ukraińskiej i rozbijaniu oddziałów UPA. Od 4 do 26 czerwca przebywała w rejonie Gorlic, a od 27 czerwca do 31 lipca w rejonie Nowego Sącza i Nowego Targu ścigała sotnie „Romana” i „Smyrnego”.

### Dywizja w stałych garnizonach
Rozkazem Naczelnego Dowódcy WP Nr 0305/Org. z 10 listopada 1945 dywizja przeszła na etaty czasu pokojowego. Do 15 grudnia 1945 dywizja miała liczyć 5500 żołnierzy oraz 13 pracowników cywilnych. Jej oddziały stacjonowały w:
Dowództwo 6 Dywizji Piechoty – Chrzanów
- 14 pułk piechoty – Wadowice
- 16 pułk piechoty – Szczakowa (przeniesiony z Nowego Targu)
- 18 pułk piechoty – Oświęcim
- 23 pułk artylerii lekkiej  – Bielsko
- 5 samodzielny dywizjon artylerii zmotoryzowanej – Oświęcim
- 15 samodzielny batalion łączności – Chrzanów (sformowany na bazie 15 samodzielnej kompanii łączności)
- 13 samodzielny batalion saperów – Wadowice
- samodzielny pluton samochodowy dowództwa – Andrychów (sformowany na bazie 8 samodzielnej kompanii samochodowej)
- samodzielny pluton strzelecki (oddziału informacji)
- oddział informacji

Jednostki, które według etatu stanu wojennego wchodziły w skład dywizji, zostały rozformowane. Były to:
- 6 samodzielny batalion sanitarny
- 6 samodzielna kompania zwiadowcza
- samodzielny szkolny batalion piechoty
- 6 samodzielna kompania obrony chemicznej
- samodzielny pluton dowództwa artylerii dywizyjnej
- 6 samodzielny ambulans weterynaryjny
- 7 piekarnia polowa
- ruchomy warsztat taborowo-mundurowy

### Kolejne zmiany organizacyjno dyslokacyjne
W grudniu 1945 przedyslokowano z Wadowic do Oświęcimia 13 Samodzielny Batalion Saperów (w marcu 1946 do Krakowa; we wrześniu 1948 do Dębicy), a w styczniu 1946 do Krakowa przeniesiono dowództwo i sztab dywizji, 16 Kołobrzeski Płk Piechoty i inne jednostki dywizyjne. Pozostałe rozlokowano w Wadowicach i Tarnowie.
W 1948 dyslokowano z Wadowic do Tarnowa 14 pułk piechoty, a 18 pułk piechoty z Krakowa do Wadowic.
Dywizja przechodziła też wiele zmian organizacyjnych.
Rozkazem Naczelnego Dowódcy WP Nr 046/Org. z 27 lutego 1946 do 31 marca 1946 przeniesiono dywizję na etaty o stanie osobowym 3998 wojskowych i 35 kontraktowych, a pod koniec rozkazem Naczelnego Dowódcy WP Nr 0208/Org. z 22 listopada 1946 przeformowano ją na nowe etaty DP Typu B o stanie 5015 wojskowych i 51 pracowników kontraktowych.
Rozkazem Ministra ON Nr 0168/Org. z 16 września 1948 zmieniono stan osobowy na 3697 wojskowych i 25 kontraktowych, a już rok później, Rozkazem Ministra ON Nr 0200/Org. z 14 września 1949 zwiększono stan do 4050 wojskowych i 28 pracowników kontraktowych.
W 1950, w ramach eksperymentu, Rozkazem Ministra ON Nr 0099/Org. z 2 września przeformowano 6 Dywizję Piechoty na etat 6 Terytorialnej Dywizji Piechoty
W 1951 przeniesiono dywizję na etaty dywizji piechoty typu B "konna mała".
W tym też dywizję podporządkowano 12 Korpusowi Piechoty.
W 1952 23 pułk artylerii lekkiej z Bielska podporządkowano dowódcy 29 Dywizji Piechoty, a przyjęto w podporządkowanie 134 pal z Nowego Sącza.
W 1955 dywizję podporządkowano bezpośrednio dowódcy Warszawskiego Okręgu Wojskowego.
W tym też roku został przekazany do 6 Dywizji Piechoty z rozwiązywanego 12 Korpusu Armijnego 30 batalion łączności.
Struktura organizacyjna i dyslokacja w 1956
- Dowództwo 6 DP – Kraków
- 14 pułk piechoty – Tarnów
- 16 pułk piechoty – Kraków
- 18 pułk piechoty – Wadowice
- 23 Kołobrzeski pułk artylerii lekkiej  – Biała
- 5 dywizjon artylerii przeciwpancernej – Nowy Sącz
- 13 Kołobrzeski batalion saperów – Kraków

Wiosną 1957 dywizja została zreorganizowana i otrzymała etaty dywizji piechoty typu B. W kwietniu 1957 4 i 14 pułk piechoty oraz 13 bsap przekazano do 9 DP, a 23 pal przeformowano na 23 dywizjon artylerii armat i podporządkowano dowódcy Warszawskiego Okręgu Wojskowego.

### Przeformowanie
23 czerwca 1957 rozkazem Ministra Obrony Narodowej pozostałą część dywizji przeformowano w 6 Pomorską Dywizję Powietrznodesantową.
W 1986 6 DPD została zmniejszona do rozmiarów brygady. Jako 6 Brygada Desantowo-Szturmowa wchodziła w skład polskich sił szybkiego reagowania NATO. Aktualnie jako 6 Brygada Powietrznodesantowa wchodzi w skład wojsk aeromobilnych Wojsk Lądowych.

## Sztandar dywizji
Sztandar dywizji ufundowany został przez społeczeństwo Andrychowa i wręczony dywizji 30 września 1945 podczas pełnienia przez nią służby granicznej na odcinku Cieszyn—Zakopane.
Opis sztandaru:

Płat o wymiarach 98 x 98 cm, obszyty z trzech stron złotą frędzlą, przymocowany do drzewca za pomocą zamszowej tulei. Drzewce z jasnego, politur o wanego drewna, z dwóch części skręcanych za pomocą okuć mosiężnych. Głowica w kształcie orła wspartego na cokole skrzynkowym z cyfrą "6" i rytym napisem "Pomorska Dywizja Piechoty". Do płatu sztandaru przymocowane ordery nadane dywizji.
Strona główna:

Czerwony krzyż kawalerski; pola między ramionami krzyża białe. Pośrodku haftowany srebrną nicią orzeł w otoku złotego wieńca laurowego. Na białych polach, w otoku wieńców laurowych, złoto haftowane cyfry i inicjały: "6 P.D.P.".
Strona odwrotna:

Rysunek jak na stronie głównej. Pośrodku aplikowany ze srebrnej lamy Order Krzyża Grunwaldu z napisem "HONOR I OJCZYZNA", w otoku złotego wieńca laurowego. Na białych polach w konturach złoto haftowanych tarcz nazwy miast i daty: "WARSZAWA 17.1.45 R."; "REDERICE 5.II.45 R."; "KOŁOBRZEG 18.111.45 R."; "ŁABA 3.V.45 R.".

## Żołnierze dywizji
Dowódcy dywizji

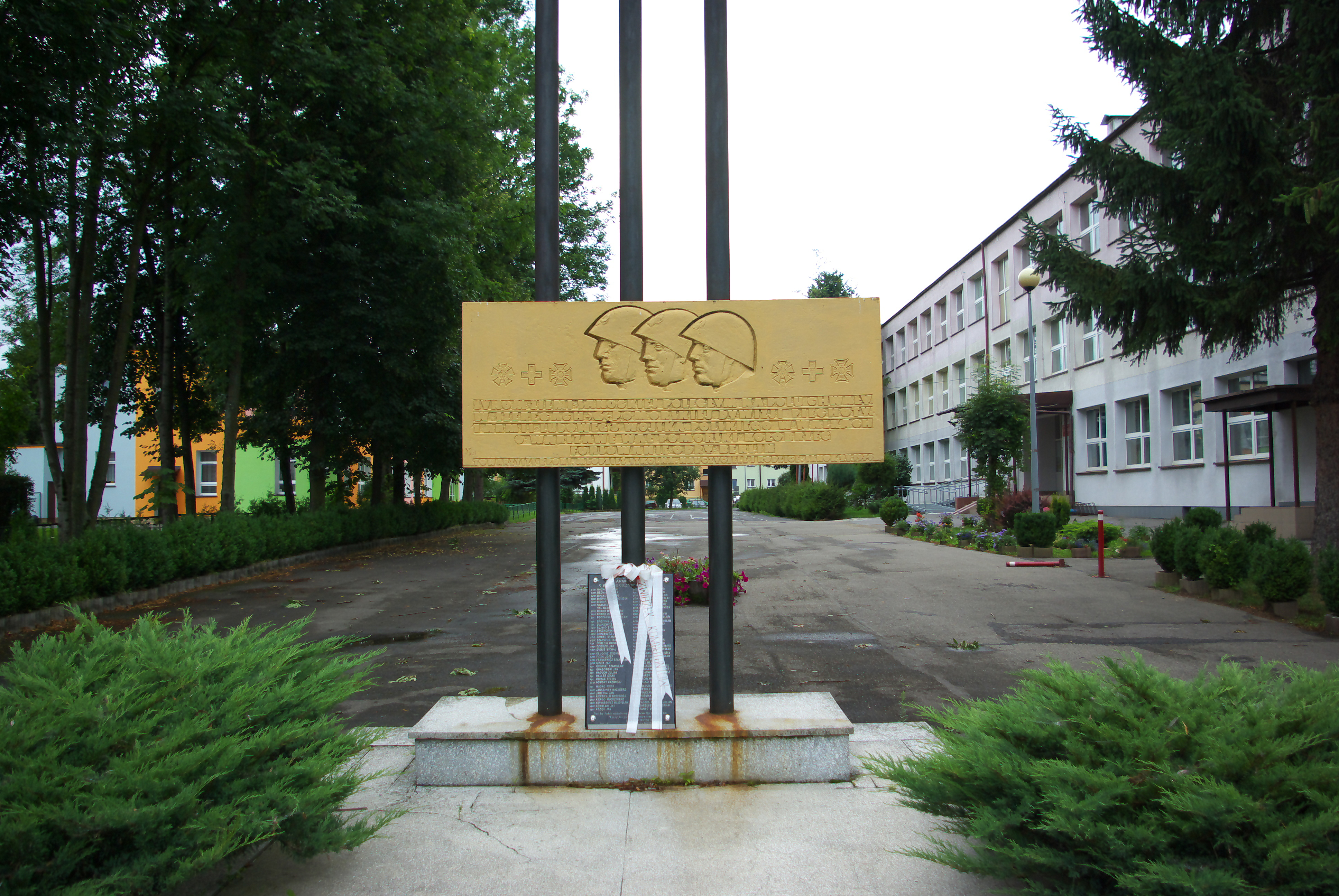
Pomnik Dywizji w Sanoku przed Gimnazjum nr 4 jej imienia. Od października 1944 ponad 98% poborowych tej Dywizji pochodziła z pow. sanockiego, leskiego i przemyskiego.

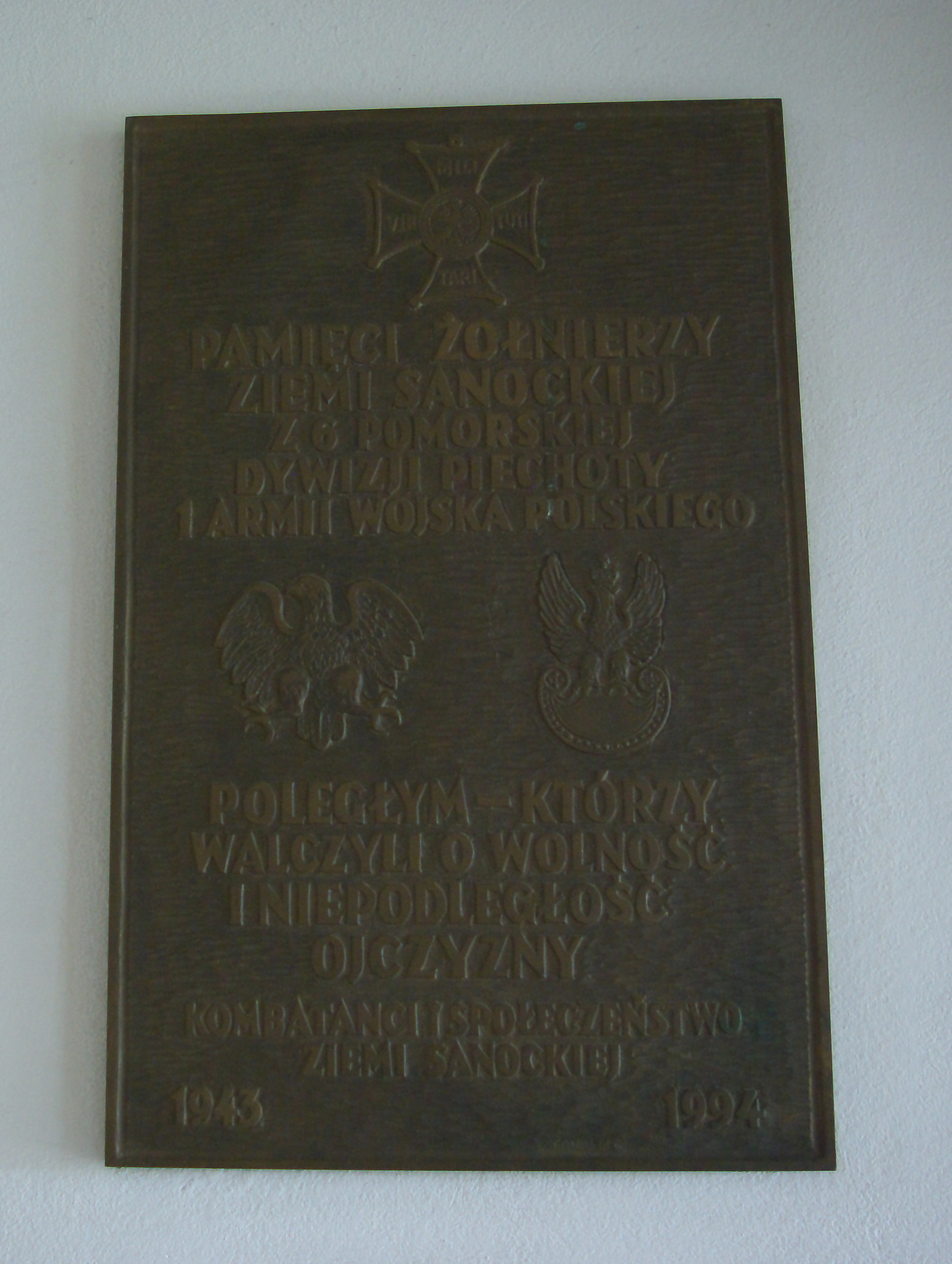
Tablica upamiętniająca żołnierzy dywizji w kościele Chrystusa Króla w Sanoku

- płk Leon Kostiachin (p.o. 15 VII - 4 IX 1944)[19]
- gen. bryg. Giennadij Szejpak (4 IX 1944 - 12 III 1946)[20][11]
- płk Wiktor Sienicki (12 III 1946 - 1948)[11]
- płk Leonid Łapiński (1950 - 1951)
- płk Kazimierz Peste (od IX 1951)
- płk Korczuk
- płk Tadeusz Hankiewicz

Zastępcy dowódcy do spraw polityczno-wychowawczych
- mjr Apolinary Minecki (12 IX – 15 X 1944)
- ppor. Henryk Nowicki (p.o. 15 X – 7 XII 1944)
- mjr Jakub Wachtel (7 XII 1944 – 1 VI 1945)
- ppłk Bolesław Jasiński (1 VI 1945 – 11 IX 1946)
- mjr Adolf Treywasz (od 12 IX 1946)

Zastępcy dowódcy do spraw liniowych
- ppłk Grzegorz Zubenko (22 VII – 3 XII 1944)
- ppłk Paweł Jaroszenko (3 XII 1944 – V 1945)

Szefowie sztabu
- ppłk Stefan Żukowin (22 VII – 3 XII 1944)
- ppłk Józef Sielecki (3 XII 1944 – 14 IV 1945)
- ppłk Mikołaj Grajworoński (14 IV – 16 IX 1945)
- mjr Iwan Oczeretienko (16 IX – 10 X 1945)
- ppłk Aleksander Sołowiej (10 X – 27 XII 1945)
- mjr Demian Horobij (27 XII 1945 – 22 II 1946)
- ppłk Leonid Dudkin (22 II – 27 V 1946)
- płk Dymitr Lewicki (27 V 1946 – 5 V 1947)
- płk Adam Gruda (5 V 1947)

## Upamiętnienie
- Gimnazjum nr 4 w Sanoku nosiło nazwę „im. 6 Pomorskiej Dywizji Piechoty”[21]. Przed szkołą podczas obchodów Dnia Zwycięstwa w dniu 9 maja 1976 został odsłonięty pomnik 6 DP[22][23] (inicjatorem ustanowienia pomnika był żołnierz jednostki kpt. Marian Jarosz[24]). W budynku tej szkoły istniała tablica pamiątkowa, umieszczona na pamiątkę oddania do użytku placówki w dniu 1 września 1975[23]. Została odsłonięta 9 maja 1976[25][26]. Nieopodal, w sanockim kościele Chrystusa Króla, została ustanowiona tablica upamiętniająca żołnierzy 6DP, odsłonięta 15 maja 1994[27]. Tablicę ustanowiono także z inicjatywy kpt. Mariana Jarosza[28]. Wymienione upamiętnienia są położone przy ulicy Jana Pawła II.
- Szkoła Podstawowa w Karlinie nosi nazwę „im. Bohaterów 6 Pomorskiej Dywizji Piechoty”.